# Plankning (beteende)

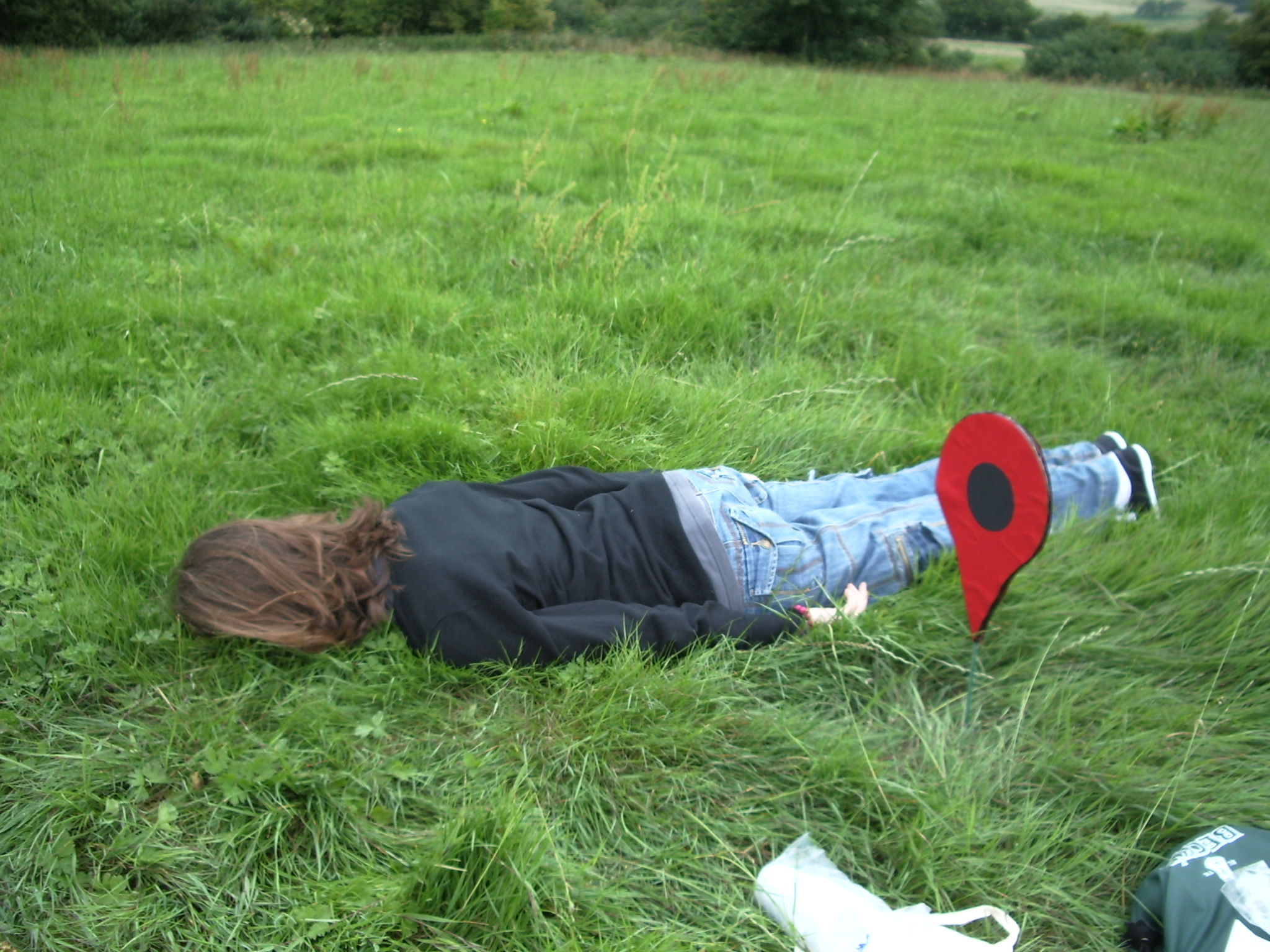
Plankning i gräs.

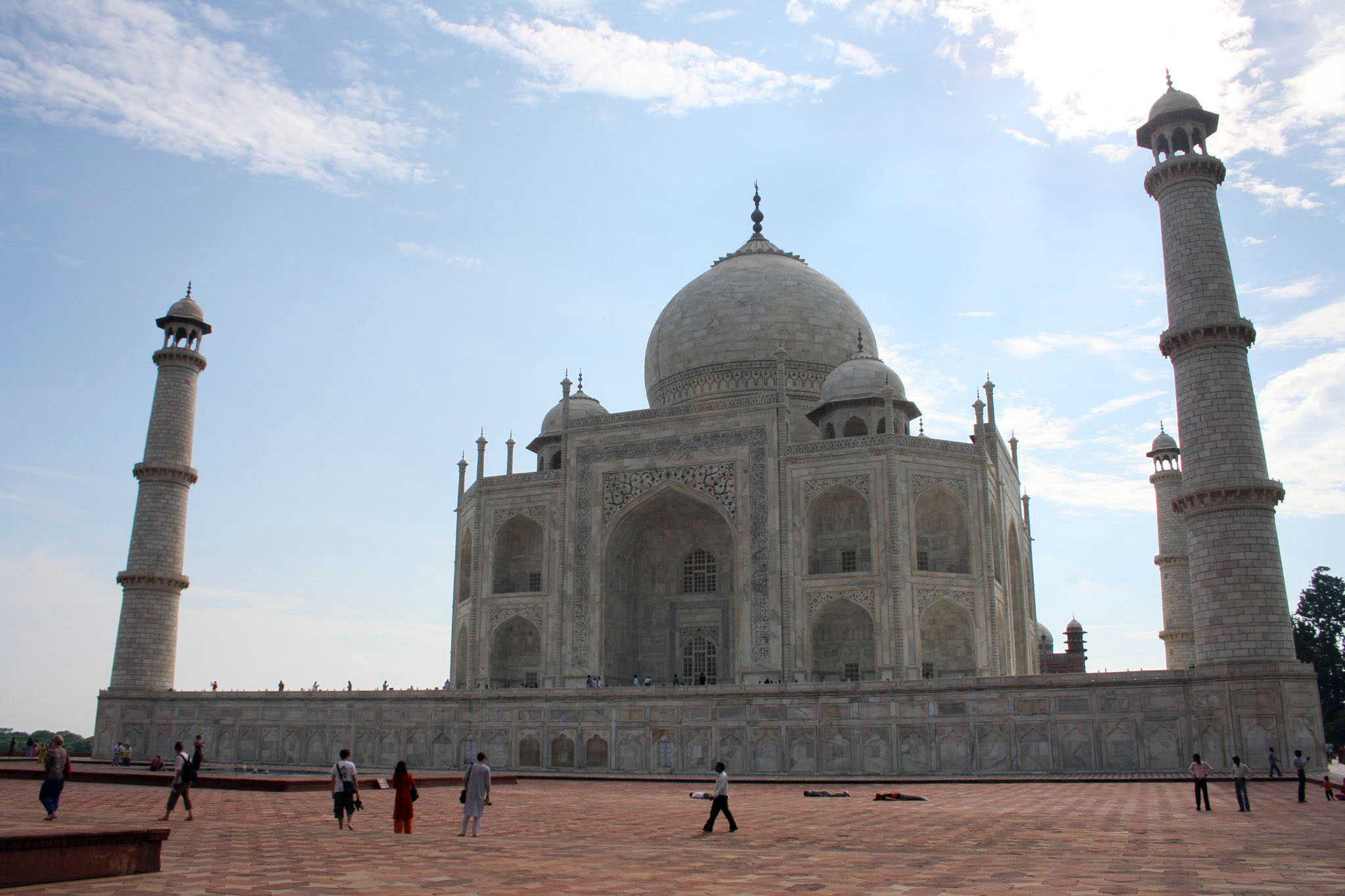
Tre personer plankar utanför Taj Mahal.

Plankning är ett beteende där människor ligger raklånga med armarna längs sidorna och ansiktet nedåt för att likna en planka. Detta begrepp myntades i Australien 2011.[källa behövs]

## I Thailand
I Thailand har föreståndaren för centret för bevarandet av thailändsk kultur sagt att nakenplankning kommer att polisanmälas som ett brott mot 2007 års datalag. De har även meddelat att de kommer uppmana informationsministeriet att blockera hemsidor som publicerar bilder av nakenplankningar. Hälsoministeriet har uppmanat föräldrar att se till att barnen plankar på ett säkert sätt. Detta mot bakgrund av att en 20-årig man i Australien tippade över ett balkongräcke på sjunde våningen och avled.
Den i Thailand lokala varianten pub peab däremot, där man sitter med knäna lätt vinklade åt sidan, välkomnas av föreståndaren för centret för kulturens bevarande som menar att man med detta vänder en kris till en möjlighet.